# Peter van Agtmaal
Peter van Agtmaal (Huijbergen, Woensdrecht, Brabant del Nord, 25 de gener de 1982) és un ciclista neerlandès, professional del 2002 fins al 2007. Posteriorment va continuar uns quants anys en equips amateurs.

## Palmarès
- 2000
  -  Campió dels Països Baixos en contrarellotge júnior
- 2001
  - 1r a l'Omloop Alblasserwaard
- 2002
  - 1r a l'Omloop van het Waasland
  - 1r al Memorial Philippe van Coningsloo
- 2003
  - Vencedor de 2 etapes del Tour de Faso
- 2004
  - Vencedor d'una etapa del Tour del Senegal
  - 1r al PWZ Zuidenveld Tour
- 2005
  - Vencedor de 3 etapes del Tour d'Indonèsia
- 2006
  - Vencedor d'una etapa del Tour de Gironda
- 2007
  - 1r al Gran Premi Chantal Biya i vencedor d'una etapa
- 2008
  - Vencedor d'una etapa de la Volta a Romania
- 2009
  - 1r al Gran Premi Chantal Biya i vencedor d'una etapa
- 2010
  - Vencedor d'una etapa del Tour de Faso